# Vescomtat de Mantes
El vescomtat de Mantes fou una efímera jurisdicció feudal de França, al Vexin.
Només es coneix un vescomte de nom Sansó, que apareix en una donació d'un vescomte de nom Hug (Hugone vicecomite Vilcasini) a "Sancti Petri Gismoensis", amb consentiment del comte Drogó o Dreux de Mantes i en presència de Gautier germà del vescomte, Ricard de Nielfa parent proper (consanguineus), Sanson vicecomes de Medanta (Mantes), el vescomte Teduí (Teduinus vicecomes) i Ameli (Amelius frater eius…).